# Бережной, Сергей Валерьевич
Серге́й Вале́рьевич Бережно́й (16 декабря 1966, Севастополь) — украинский и российский журналист, литератор и переводчик. Живёт в Киеве. Работает журналистом в новостном агентстве ЛІГА.net.

## Биография
Родился 16 декабря 1966 года в Севастополе. С 1984 по 1989 год учился в Севастопольском приборостроительном институте по специальности «электронно-вычислительные машины». С 1984 года состоял в севастопольском клубе любителей фантастики «Сталкер», клубе самодеятельной песни «Ахтиар» и Студенческом театре эстрадных миниатюр СПИ (СТЭМ). В качестве актёра СТЭМа участвовал в восьми постановках; ездил с театром на фестиваль СТЭМов в Минске в 1989 году со спектаклем «Сказки H-ского леса» — спектакль на фестивале занял первое место. Из института ушёл по собственному желанию в 1988 году, ещё год работал лаборантом на кафедре.

### «Фантастическая» деятельность
В том же 1988 году организовал вместе с Андреем Чертковым севастопольский клуб любителей фантастики «Атлантис»; с начала 1989 года работал его председателем.

Принимал участие в создании и издании фэнзина «Оверсан» (1988—1989, редактор Андрей Чертков).
В 1989 году начал издание ньюслеттера «Оверсан-Информ», в 1990 — фэнзина «Фэнзор». Был членом редколлегий фэнзинов:
- «АБС-Панорама» (1989, редактор Вадим Казаков, Саратов),
- «Сизиф» (1990—1991, редактор Андрей Николаев, Ленинград), журнала «Интеркомъ» (1991—1994, редактор Андрей Чертков, Санкт-Петербург). Редактировал профессиональный альманах фантастики «Z.E.T.» (1992, Днепропетровск—Севастополь — вышел только один «пилотный» номер)[2].

В 1993—1994 годах — универсальный сотрудник еженедельной «Севастопольской газеты»:

| - репортёр, | - колумнист, | - политический обозреватель, | - технический редактор. |

### В Санкт-Петербурге
В 1994 году переехал в Санкт-Петербург. Работал редактором в издательстве «Terra Fantastica», литературным представителем ряда отечественных писателей-фантастов. Совместно с Андреем Николаевым выпускал фэнзины «Оберхам» (1991; 1994) и «Двести» (1994—1996). С момента основания интернет-магазина «оЗон» работал в этом проекте — сначала редактором книжного отдела, затем директором по развитию. В феврале 2001 года покинул проект вместе со всей информационной редакцией и перешёл на работу в петербургскую компанию «Internet Projects», а с марта 2002 года работал ведущим редактором дайвинг-портала «Барракуда». В июне 2003 года перешёл на работу в группу по разработке проекта PixArt менеджером по созданию и развитию. C ноября 2004 года по сентябрь 2007 года — заведующий одной из редакций издательства «Амфора». Летом 2015 года переехал в Киев.
Автор критических, публицистических и аналитических работ, опубликованных в периодике, в том числе в журналах:

| - «Нева», - «Новый мир», - «Если», - «Мир фантастики», - «Звёздная дорога», | - «Мир Internet», - «ПитерBook», - «Полдень. XXI век», - «[про] Настоящее кино», - «Mr. First», | - «Total DVD», - «FANтастика», - «Locus» (США), - «Тера фантастика» (Болгария), |

в газетах:

| - «Книжное обозрение», | - «ExLibris — НГ» | - и других, |

предисловий и послесловий к книгам современных отечественных писателей. Публиковался также под псевдонимами:

| - А. Берест (переводы зарубежной фантастики), - П. Верлухин, - А. Костылин, - Г. Лапчатый, - Сергей Паншин, - Андрей Паровозов, | - А. Привалов, - М. Стендаль, - Алексей Д. Садецкий, - А. С. Берник (совместно с Андреем Николаевым), - М. Щукораков (совместно с Андреем Николаевым). |

Сергей Валерьевич опубликовал (под псевдонимом «Сергей Стрелецкий») несколько коротких рассказов и две новеллизации сериала «Секретные материалы»:

| - «Выползень» | и | - «Последняя охота». |  |  |

### Фидонет
В период своей активности в Фидонете создал эхоконференции RU.SF.NEWS и PVT.NIICHAVO, тогда же запустил проекты «Библиотека Камелота» (файловая коллекция отечественной фантастики) и «Курьер SF».

### Прочая деятельность
Участник семинара Бориса Стругацкого. 

Член жюри «АБС-премии» (Международная литературная премия в области фантастики имени А. и Б. Стругацких) с 1999 года по 2012 год.

### Личная жизнь
С 1989 года женат на Наталье Бережной, отец Анастасии Бережной.

## Премии
- Премия СОЦКОНа 1989 года за вклад в развитие фэндома и создание фэнзина «Оверсан» (совместно с Андреем Чертковым)
- Премия Фонда Фантастики 1990 года за выпуск ньюслеттера «Оверсан-Информ»
- Премия имени В. И. Бугрова 2005 года (премия фестиваля «Аэлита»)[6]
- Специальная премия «Портал» 2005 года
- Награда «Звезда фэндома» конвента «Интерпресскон» 2010 года[7]